# فتح‌الله فلاحیان
فتح‌الله فلاحیان(زاده ۹ شهریور ۱۳۰۸ - درگذشته ۲۷ تیر ۱۳۹۲) استاد دانشگاه، پژوهشگر و یکی از پیشکسوتان دانش گیاه‌شناسی ایران بود. او نزدیک به ۶۰ سال به امر تدریس و پژوهش مشغول بوده‌است. او را «پدر علم قارچ‌شناسی ایران» می‌دانند.

## زندگی‌نامه
فتح‌الله فلاحیان فرزند حاج ارباب قنبر در نهم شهریور ۱۳۰۸ خورشیدی در خانواده‌ای مذهبی و متمول در شهر قم به دنیا آمد. نامبرده پس از گذراندن دوران ابتدایی، در دبیرستان حکیم نظامی قم در دوره متوسطه مشغول به تحصیل گردید و هم‌زمان در مدرسه فیضیه قم نیز به فراگیری علوم دینی پرداخت. در اوقات فراغت نیز به کار در مزرعه پدری می‌پرداخت و با کلیه امور کشاورزی و باغبانی به‌طور عملی آشنا گردید. وی پس از اخذ دیپلم طبیعی، علی‌رغم قبولی در آزمون ورودی رشته پزشکی دانشگاه شیراز، در سال ۱۳۲۸ خورشیدی عازم تهران شد و سپس زیر نظر اساتیدی همچون دکتر شیبانی و دکتر خبیری موفق به اخذ درجه لیسانس در رشته علوم طبیعی (زیست‌شناسی) در سال ۱۳۳۲ خورشیدی و درجه فوق لیسانس در رشته امراض نباتات (فیتوپاتولوژی) در سال ۱۳۳۹ خورشیدی از دانشگاه تهران گردید. در این میان وی به عنوان دبیر دبیرستان و سپس دبیر دانشگاه تهران مشغول به کار گردید. نامبرده پس از دریافت بورس دولتی کشور فرانسه، در سال ۱۳۴۳ خورشیدی زیر نظر پروفسور روژه‌هایم قارچ‌شناس پرآوازه فرانسوی موفق به دفاع از رساله خود و اخذ درجه دکتری علوم در رشته قارچ‌شناسی از دانشگاه سوربن پاریس با نمره بسیار افتخارآمیز می‌گردد.
پس از مراجعت به ایران، در ۱۳۴۳ خورشیدی به سمت استادیاری در دانشگاه تهران نائل گردید و در سال ۱۳۴۶ خورشیدی ازدواج نموده که ثمره آن یک دختر (فارغ‌التحصیل رشته هنر) و یک پسر (پزشک متخصص و استاد دانشگاه) است. دکتر فلاحیان در سال ۱۳۴۷ خورشیدی به سمت دانشیاری و در سال ۱۳۵۱ خورشیدی به سمت استادی دانشگاه نائل گردید. در این میان به علت مرگ تعدادی از اهالی آذربایجان ناشی از مصرف قارچ‌های سمی، فلاحیان به آذربایجان رفت و نقش مهمی در آشنایی مردم با قارچ‌های سمی منطقه ایفاء نمود.
پس از انقلاب در سال ۱۳۵۹ خورشیدی از دانشگاه تهران بازنشسته شد و به قم بازگشت تا به استراحت و پرورش گیاه و زراعت بپردازد ولیکن همکاری وی با دانشگاه تهران به عنوان استاد مدعو قطع نگردید.
پس از تأسیس دانشگاه آزاد اسلامی، در سال ۱۳۶۵ خورشیدی دانشگاه آزاد اسلامی واحد قم را بنیان‌گذاری نمود و تا زمان مراجعت به تهران رئیس آن دانشگاه بود. پس از بازگشت به تهران تا ۱۳۹۰ خورشیدی به عنوان استاد و مدیر گروه در واحد علوم و تحقیقات دانشگاه آزاد اسلامی به امر راهنمایی دانشجویان در مقاطع دکتری مشغول بوده‌است. او همچنین از سال ۱۳۷۰ خورشیدی به مدت حدود ۱۵ سال به عنوان دبیر کمیته ۳ نفره ارزشیابی شورای عالی انقلاب فرهنگی با اعزام اساتید به واحدهای مختلف خدمت بی نظیری در جهت تصویب بیش از ۵ هزار رشته تحصیلی دانشگاه آزاد اسلامی نموده‌است.
فلاحیان در سحرگاه بیست و هفتم تیرماه ۱۳۹۲ خورشیدی در سن ۸۴ سالگی درگذشت و در آرامگاه باغ بهشت قم دفن شد.

## خدمات و افتخارات

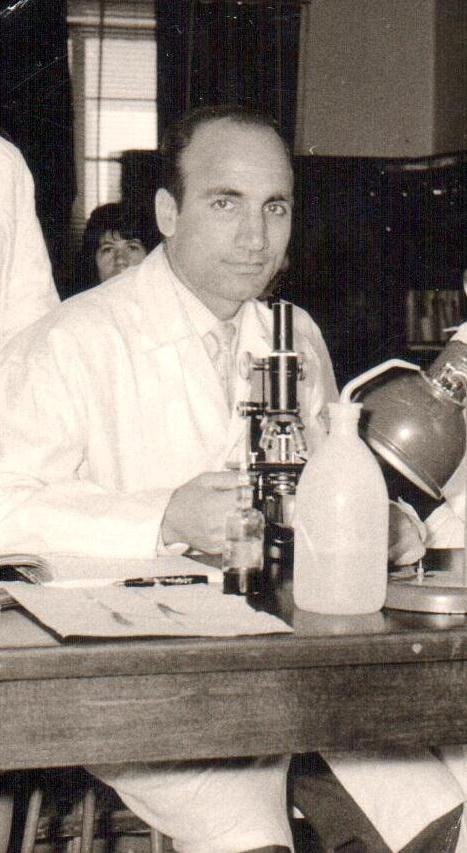
دکتر فتح‌اله فلاحیان(۱۳۴۳)

دکتر فلاحیان از سال ۱۳۳۲ تا ۱۳۹۰ خورشیدی به مدت ۵۸ سال به عنوان دبیر و سپس استاد دانشگاه مشغول به امر تدریس و تحقیق اشتغال داشته و بیش از ۳۶ رساله دکتری و بیش از ۱۰۰ رساله کارشناسی ارشد راهنمایی نمود. در این مدت ارتباط وی با مجامع علمی خارج کشور از جمله دانشگاه سوربن پاریس و آکادمی علوم فرانسه نیز ادامه داشت. وی در طول خدمت خود عهده‌دار سمت‌های مختلفی بوده از جمله:
1. عضو انجمن قارچ شناسان فرانسه - پاریس (۱۹۷۰ میلادی به بعد)
2. استاد و مدیر گروه زیست‌شناسی و عضو شورای ممیز دانشگاه تهران (۱۳۴۳ تا ۱۳۵۹ خورشیدی)
3. استاد برگزیده و مدیر گروه تخصصی زیست‌شناسی و عضو شورای ممیز و شورای بورس دانشگاه آزاد اسلامی (۱۳۶۵ تا ۱۳۸۹ خورشیدی)
4. رئیس دانشگاه آزاد اسلامی واحد قم (۱۳۶۶ تا ۱۳۶۹ خورشیدی) و قائم مقام دانشگاه آزاد اسلامی واحد پزشکی تهران(۱۳۶۹ خورشیدی)، معاون اداری و مالی دانشگاه آزاد اسلامی واحد علوم و تحقیقات (۱۳۷۲ تا ۱۳۷۶ خورشیدی)،
5. دبیر کمیته ارزیابی رشته‌های تحصیلی دانشگاه آزاد اسلامی در شورای عالی انقلاب فرهنگی (۱۳۶۹ تا ۱۳۸۷ خورشیدی)
6. رئیس انجمن علوم زیستی ایران (۱۳۷۹ تا ۱۳۹۱ خورشیدی)،

همچنین نامبرده اقدام به تأسیس تعدادی نشریه علمی پژوهشی و برگزاری همایش نموده‌است از جمله: مجله علمی پژوهشی جهش، مجله علمی پژوهشی دانش زیستی ایران (ورامین)، مجله علمی پژوهشی یافته‌های زیست‌شناسی (اراک)، مجله علمی پژوهشی علوم زیستی کاربردی (واحد علوم و تحقیقات)، فصلنامه شناخت و کاربرد گیاهان دارویی و همایش بین‌المللی علوم زیستی ایران و…

## آثار و مقالات
دکتر فلاحیان علاوه بر آموزش تعداد زیادی از دانشجویان، مؤلف بیش از ۱۲۰ عنوان اثر علمی پژوهشی و تحقیقاتی در زمینه‌های قارچ‌شناسی، گیاه‌شناسی و بیماری‌شناسی گیاهی است که بیش از ۷۰ عنوان آن به شکل انفرادی یا با مشارکت دیگر دانشمندان در مجلات علمی ایران یا خارج از کشور به چاپ رسیده و بیش از ۵۰ عنوان از مقالات دیگر وی در همایش‌ها و کنگره‌های داخلی و خارجی به عنوان سخنرانی پذیرفته شده‌است. او در این مقالات ۲ گونه قارچ جدید و ۴ گونه گیاهی جدید و ۴ ژن جدید در قارچ‌های میکروسکوپی را برای اولین بار در دنیا معرفی و توصیف کرده‌است. وی اولین گونه جدید قارچی که از جنگل‌های آمل واقع در شمال ایران به‌دست آورده بود، را در سال ۱۹۷۳ به نام ولواریا ایرانیکا (Volvaria iranica Fallahyan) نام‌گذاری نمود. همچنین تعداد زیادی از گیاهان، قارچ‌ها، و گلسنگ‌ها را برای اولین بار در ایران شناسایی نموده‌است.

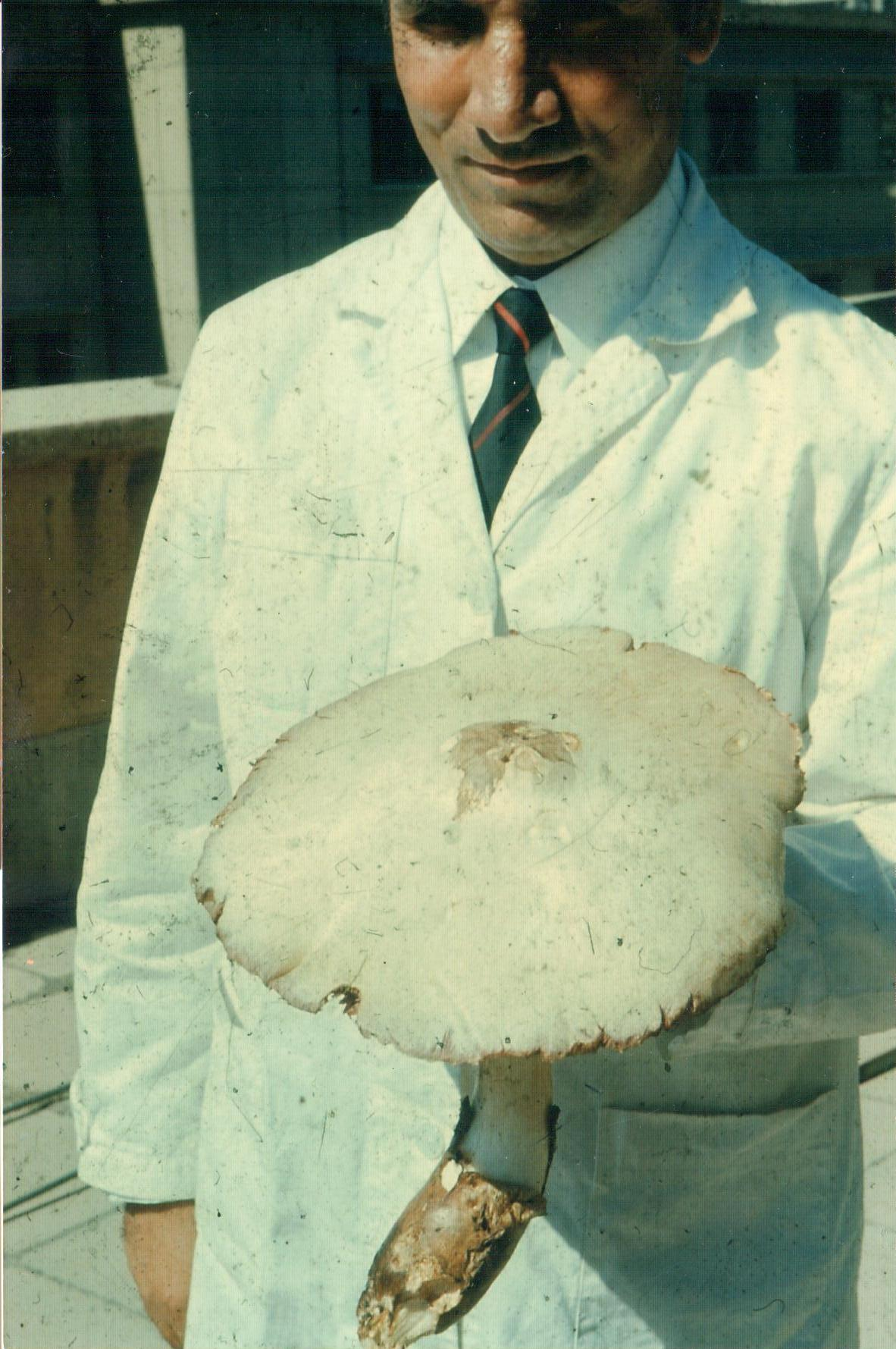
ولواریا ایرانیکا(۱۳۵۱)

علاوه بر موارد فوق، وی ۶ عنوان کتاب تألیف یا ترجمه نمود که کتاب قارچ‌های سمی و خوراکی و نیز کتاب بریوفیت‌ها و گلسنگ‌ها چاپ انتشارات دانشگاه تهران بارها تجدید چاپ گردیده و کتاب مرجع بسیاری از محققان در این زمینه بوده‌است. همچنین کتاب گیاهان دارویی ایران نیز کتاب مرجع بسیاری از پژوهشگران و داروسازان می‌باشد.

## بنیان‌گذاری
دکتر فلاحیان علاوه بر تأسیس دانشگاه آزاد اسلامی قم در سال ۱۳۶۵ خورشیدی، بنیان‌گذار گروه زیست‌شناسی و موزه گیاه‌شناسی (هرباریوم) دانشگاه آزاد اسلامی واحد علوم و تحقیقات تهران بوده‌است.
همچنین در شهر قم بنیان‌گذار و مؤسس مجتمع آموزشی دخترانه ملاصدرا و مسجد امیرالمؤمنین (ع) می‌باشد.

## برخی از آثار
- کشف و ثبت گونه‌های قارچی جدید[۶] به نام Volvaria (Volvariella) iranica Fallahyan و Gnomonia fragariae var. fructicola (Arn.) Fallahyan
- کشف و ثبت گونه‌های جدید از گیاه جنس Linaria در ایران[۵] به اتفاق همکاران: Linaria karajensisو Linaria mazandaranensis و Linaria golestanensis و Linaria khorasanensis
- گزارش ۴ گونه جدید گیاهان برای ایران[۵] به اتفاق همکاران به نام‌های Asplenium onopteris, Dryopteris caucasica,  Apera interrupta, Athyrium distentifolium
- گزارش ۱۰ گونه جدید گلسنگ برای ایران[۵] (استان خراسان) به اتفاق همکاران: Anaptychia roemeri , Caloplaca chalybeia,Collema auriforme, Dermatocarpon miniatum var. cirsodes, Farnoldia jurana, Fulgensia subbracteata, Neofuscelia perrugata, Placidium pilosellum, Toninia diffracta, Toninia physaroides
- معرفی زیرگونه‌های Petridium aquilinum در ایران[۵] به اتفاق همکاران.
- تعیین توالی HSP70 در قارچ ترایکوفایتون وروکوزوم و HSP30 در قارچ ترایکوفایتون روبروم و ثبت ژن در Gene Bank به اتفاق همکاران.[۱۰][۱۱]
- تعیین توالی mRNA و پروتئین متصل شونده به GTP در قارچ ترایکوفایتون روبروم و ثبت ژن در Gene Bank به اتفاق همکاران.[۱۰][۱۱]

## برخی از اولین مقالات
- Étude culturale et anatomique de quelques polypores conidiophorés à trame molle ou coriace
- Champignons souterrains de l’Iran (Hypogeous fungi of Iran) - Revue de Mycologie journal, vol 33: 416-7 , Paris, 1968
- Essais sur l'activité Tiabendazole vis-à-vis de principaux champignons du bétail - Société française de phytiatrie et de phytopharmacie, Paris 1972
- Champignons macroscopique de l’Iran - Revue de Mycologie journal, vol 38 Paris, 1973
- Une nouvelle espèce de Volvaire: Volvaria iranica Fall.  - Revue de Mycologie journal, TOME XXXVII (1972), Fascicule 5, دسامبر ۱۹۷۳

- معرفی بعضی از قارچ‌های سمی ایران - مجله دانشکده علوم دانشگاه تهران، ۱۳۴۹، جلد دوم، شماره ۴
- معرفی برخی از قارچ‌های سمی و خوراکی ایران در منطقه آذربایجان - مجله دانشکده علوم دانشگاه تهران، ۱۳۵۲، جلد پنجم، شماره ۲: ۹۴–۹۳